# Limbo (botânica)
Em botânica, chama-se limbo ou lâmina à parte principal da folha, que é normalmente laminar das folhas das plantas vasculares; caracteriza-se por ser uma superfície achatada e ampla, possibilitando maior área de captação de luz e CO2. Em muitas espécies de algas, que não possuem verdadeiras folhas, chama-se lâmina à estrutura laminar do talo, normalmente com capacidade fotossintética, como as folhas verdes das plantas vasculares. Os órgãos laminares verdes dos musgos e outras plantas (no sentido da taxonomia de Lineu), que não têm a estrutura das folhas das plantas vasculares, denominam-se filóides ou filídeos.

## Classificação
As folhas podem ser classificadas quanto à forma do limbo. Nas folhas simples do tipo Peninérvia podem ser:             
- Orbiculares: possuem forma bem arredondada;

- Linear: são finas da base do limbo até o ápice da folha;

- Lanceolada: possuem a base do limbo levemente arredondada, e vai se fechando conforme o decorrer da folha até ficar agudo;

- Falciforme: possuem forma de foice;

- Oval: possuem forma oval;

- Oval lanceolada: possui base atenuada e conforme chega ao ápice vai ficando oval;

- Oblonga: possui uma forma nem redonda nem quadrada;

- Triangular: possui forma de triângulo;

- Rômbica: possui forma que lembra um losango;

- Espatulada: lembra uma espátula bem fina;

Nas folhas Palmadas
- 7 lóbulos;

- 5 lóbulos;

- 3 lóbulos;

Quanto à margem do limbo
- Inteira: possui margem normal;

- Ciliada: possui pequenos cílios;

- Dentada: possui cortes pequenos;

- Crenada: possui em vez de cortes pequenas elevações arredondadas(lombadas);

- Serrada: lembra a base de um serrote, cortes maiores que a dentada;

- Lobada: possui divisões ovais;

- Partida: possui a base cheia de divisões;

Quanto ao ápice do limbo
- Agudo;

- Acuminado: quando ao final do ápice possuem uma ponta;

- Orbicular: quando possuem ápice arredondado;

- Chanfrado: quando possuem um chanfro(corte) no ápice;

Quanto à base do limbo
- Atenuada: possui leves curvas opostas;

- Cordada: possui um chanfro;

- Orbicular: possui base arredondada;

- Assimétrica: possui clara diferença de altura, em relação aos lados separados pelo pecíolo;

Quanto ao pecíolo
- Longo: pecíolo longo

- Curto: pecíolo curto

- Sessil: não contém pecíolo

- Alado: contém uma bainha em volta do caule